# Plat (espeleotema)
Un plat és un tipus d'espeleotema consistent en concavitats aplanades, d'aspecte circular o de vegades ovalat, que recorden els plats, de desenvolupament horitzontal i mida més aviat petita, entre 1 i 20 cm, que tant es poden trobar al fons dels gours com adossats en diferents altures a les parets del seu interior. La part superior del plat és generalment llissa, a diferència de la part inferior que es mostra recoberta de vistosos cristalls de calcita.
Els plats que es formen al fons de l'aigua solen presentar una mena de peduncle de subjecció que correspon a l'extrem del con invertit que delimita la seva geometria; mentre que els que creixen enganxats pels seus costats a les parets, es disposen en conjunts que indiquen successius nivells assolits per l'aigua dins els gours.